# Rotsiefbach
De Rotsiefbach is de tweede zijbeek van de Geul, gerekend vanaf de bron. Terwijl de eerste zijbeek, de Oehl aan de linkeroever in de Geul stroomt, verenigt de Rotsiefbach zich met de Geul op haar rechteroever. De Rotsiefbach stroomt in de gemeente Raeren, door de deelgemeente Hauset.

## De naam
Voor de naam van de Rotsiefbach vindt men verschillende schrijfwijzen, zoals Roszsief, Rotsief en Rotsiefbach. Het hydroniem "sief" is te vergelijken met het Nederlandse "zijp(e)" (zie bijvoorbeeld de Zijp in Zuid-Holland, Zijpe in Noord-Holland, het Zijpe in Zeeland en de Sijpe in Groningen): een smalle waterlozing waar het water als het ware wegsijpelt. Meerman merkt op dat de Rotsiefbach in het algemeen helemaal niet de indruk wekt van een traag stromende en langzaam wegsijpelende waterloop. Slechts op enkele plaatsen is dat het geval.

## Hydrografie
Omtrent de hydrografie van de Rotsiefbach valt het volgende te melden:
- De Rotsiefbach is een rechter zijbeek van de Geul
- ze ontspringt op een hoogte van 280 m boven NAP
- en mondt uit in de Geul op een hoogte van 235 m boven NAP
- Het verval is dus 45 m
- de lengte is 2700 m
- het verhang is dus 0,0166[3]

De Rotsiefbach ontspringt in de nabijheid van de Duitse grens, bij de grensovergang Köpfchen, op de flanken van de Bingeberg, een uitloper van het Aachener Wald. De bronnen bevinden zich in weiden. De beek stroomt vervolgens langs en door bosgebied, waar ze gevoed wordt door andere bronnen en verlaat het bos weer om langs de buurtschap Flög te stromen. Daarna stroomt de Rotsiefbach door zeer drassige terreinen, waarin het water zich verspreidt. In het verleden hebben in dit gebied vijvers gelegen. Hier neemt de Rotsiefbach ook een zijbeek op, die ontspringt op Duits grondgebied, ten noordwesten van de Bingeberg en die over haar gehele lengte van ruim een kilometer nu eens bovengronds stroomt, en dan weer ondergronds.
Ook in haar verdere loop wordt de Rotsiefbach nog op verschillende plaatsen gevoed door bronnetjes in de weilanden. Daarvan is de Bertenborn, een bron aan de noordkant van Hauset wel de belangrijkste.
Nabij een vroegere "Küpfermühle" (kopermolen) stroomt de Rotsiefbach aan de rechterzijde in de Geul.